# Voskehask
Voskehask là một đô thị thuộc tỉnh Shirak, Armenia. Dân số ước tính năm 2011 là 2295 người.